# We Found Love
«We Found Love» —en español: «Encontramos el amor»— es una canción interpretada por la cantante barbadense Rihanna, con la colaboración del DJ y productor británico Calvin Harris. Publicada como sencillo principal de su sexto álbum de estudio, Talk That Talk (2011), fue compuesta a manera de canción dance pop y electro house de medio tempo, que también contiene elementos de europop, pop, techno, trance y eurodisco, en la cual la cantante habla de «encontrar el amor donde no hay esperanza».
La canción recibió buena crítica, además de que se elogió su composición musical y la interpretación vocal de Rihanna, sin embargo, algunos críticos consideraron que el contenido lírico de la canción era escaso. «We Found Love» alcanzó el número 1 en su sexta semana en el Billboard Hot 100, dando a Rihanna el récord de la artista que ha acumulado veinte sencillos entre los diez primeros puestos en la historia del Billboard Hot 100 en el menor tiempo posible. Con la canción convirtiéndose en el undécimo número uno, Rihanna se ha convertido en la séptima artista en la historia de los cincuenta y tres años del Billboard en tener por lo menos once sencillos número uno, empatando con Whitney Houston en el tercer lugar entre las mujeres con más sencillos números uno, solo por detrás de Madonna (doce) y Mariah Carey (dieciocho). La canción también se mantuvo en el número 1 en los Estados Unidos por diez semanas no consecutivas, superando así a sus antecesores «Umbrella» y «Love the Way You Lie», quienes lograron mantenerse allí por siete semanas consecutivas, además se convirtió en la canción con más larga estadía en el número 1 por una artista femenina en Billboard Hot 100 desde la canción «Irreplaceable» de Beyoncé, canción que también logró diez semanas en el número 1. Hasta la fecha, «We Found Love» ha vendido más de 5.400.000 descargas en Estados Unidos, según Nielsen SoundScan. En otros lugares, «We Found Love» alcanzó el puesto número 1 en Nueva Zelanda, Dinamarca, Francia, Canadá, Irlanda, Suecia, Finlandia, Noruega, Alemania, Suiza y el Reino Unido, y ha alcanzado los cinco primeros puestos en Australia, Italia, España, Países Bajos, Bélgica y Corea del Sur. El 2 de septiembre del 2013 la revista Billboard publicó su lista Hot 100 55th Anniversary: The All-Time Top 100 Songs donde se ubicó en la posición n.º 24 de las canciones más importantes de todos los tiempos. En lo que va de la década se ubicó en el lugar número 2 solo por debajo de «Party Rock Anthem» y a su vez fue catalogada como la mejor canción en el mismo periodo de tiempo según la misma revista.
El video de la canción fue dirigido por Melina Matsoukas y presenta la relación de Rihanna con su novio como si fuera una droga y cómo su adicción a cada uno de ellos resulta con la cantante dejando a su novio a causa de su carácter posesivo. El vídeo recibió una respuesta mixta de los críticos, y señaló que el video alude fuertemente al asalto del exnovio Chris Brown a Rihanna. Aunque hasta 2011 se peleaban el puesto las canciones «Umbrella» y «S&M», hoy en día la canción más exitosa de Rihanna es «We Found Love» por el increíble y rápido éxito obtenido, sobre todo en el ámbito radial y comercial, el video de la canción ganó un premio Grammy por mejor video musical en formato corto en la ceremonia de estos del 2013.

## Antecedentes y lanzamiento
Después del lanzamiento y el éxito de su álbum anterior, Loud (2010), la cantante reveló a través de Twitter que el álbum sería relanzado con nuevas canciones en el otoño de 2011, escribiendo: «La era Loud continúa con más música nueva para agregar a su colección».
En septiembre de 2011, Rihanna usó Twitter para confirmar que los planes para la reedición de Loud' había sido desechados, con la cantante Twiteando: «I thought about a RihRelease, but LOUD is its own body of work! Plus you guys work so fucking hard that you deserve to act brand new»/ «Pensé en un Rihlanzamiento, ¡pero Loud es un trabajo con un cuerpo propio! Además de que ustedes chicos trabajan tan condenadamente duro que ustedes se merecen algo nuevo». El 19 de septiembre de 2011, Rihanna provocó más entusiasmo entre sus seguidores en Twitter cuando la cantante publicó que estaba escuchando la canción, sólo para ser retwiteado por Calvin Harris, quien respondió: «Sometimes it feels like we find love in the most hopeless place»/«A veces se siente como si encontraramos el amor en un lugar sin esperanza», sugiriendo que su respuesta contenía la lírica de la canción. En una entrevista con Capital FM, Harris explicó que los seguidores de Rihanna en Twitter le habían enviado mensajes a él con respecto a sus expectativas de la canción, diciendo: «Es mejor que la canción no sea basura», lo que Harris interpreta como algo amenazante, pero llegó a decir que «todo es parte de la diversión». «We Found Love» se estrenó en el Reino Unido el 22 de septiembre de 2011, en capital FM radio. La canción fue lanzada a través de iTunes el 22 de septiembre de 2011, en Australia, Francia, Italia y los Estados Unidos.

### Portada
La portada de «We Found Love» fue revelada el 21 de septiembre de 2011 por la propia cantante, mediante su cuenta de Twitter, luego de que publicara un enlace externo hacia la imagen. Junto a ello, escribió:

SINGLE COVER is heeerrrreee!!!!
(¡¡¡¡La portada del sencillo esta aaquííííí!!!!)
Rihanna

En la fotografía se puede observar a Rihanna con un look serio, rudo, casi masculino, en una fotografía que aparece en blanco y negro mientras camina por una calle. Nuevamente aparece el logo «R» que siempre ha identificado a la cantante, solo que en esta oportunidad está elaborado con diversas palabras y en distinto orden, y el texto «feat. Calvin Harris». Un crítico de la revista Sugar Magazine, escribió: «En cualquier otro sería un aspecto muy extraño, pero Rihanna de alguna manera hace una sobrecarga que se ven bien». Un crítico de Neon Limelight comentó que Rihanna parece estar adoptando una imagen poco femenina para el nuevo proyecto, escribiendo: «Ella realmente va por ese sexy marimacho; el aspecto relajado reina en la portada del sencillo».

## Composición
«We Found Love» es una canción electro house y dance-pop. También muestra elementos de europop, pop, techno y trance. Glen Gamboa de Newsday describió «We Found Love» como la versión dominante del dubstep. De acuerdo con la hoja de música digital publicada en musicnotes.com, la canción está escrita en la tonalidad de Sol bemol mayor y se ha fijado en 120 latidos por minuto. La instrumentación de «We Found Love» se compone de campanas de alarma, un teclado, sintetizadores y tiempo en 4/4. También se hace uso de pitidos, bloops, ruidos zumbidos, loops electrónicos y ritmos complejos.
El rango vocal de Rihanna en la canción abarca una octava, desde la nota más baja de Do ♯ 4 a la nota más alta de Do ♯ 5. Elan Priya de NME comentó que Rihanna suena muy relajada, y Bill Lamb de About.com escribió que su voz es sencilla y espontánea. Leah Collins de The Vancouver Sun escribió que la voz de Rihanna en «We Found Love» es similar a la de «Fly». De acuerdo con Elan, el teclado que trabaja en la canción se parece al de «Only Girl (In the World)» y la melodía es similar a la de «Complicated», un tema tomado de su quinto álbum de estudio Loud. Del mismo modo Miguel Cragg de The Guardian señaló que «We Found Love» está en la misma línea que «Only Girl (In the World)», en relación con su ritmo bailable.
El contenido lírico de la canción es de recambio y en gran parte gira en torno a Rihanna cantando, «We Found Love in a hopeless place/ encontramos amor en un lugar sin esperanza». Jody Rosen de la revista Rolling Stone la describió como algo a medias romántico. Rihanna canta acerca de la búsqueda del amor en un lugar sin esperanza. Rihanna comienza la canción con voz de falsete aireado como ella canta, «Yellow diamons in the light, and we’re standing side by side, as your shadow crosses mine, what it takes to come alive/ Diamantes amarillos en la luz, ahora están de lado a lado, como tu sombra cruza a la mía, lo que se necesita para volver a la vida». El coro de la canción es esencialmente basado en una línea de conexión. Michael Cragg comentó que el primer coro es casi dejado de un lado para un favor de un gran pedazo de Harris, antes de que ingresen en el segundo coro. El coro en repetidas ocasiones gira a lo largo de la canción. En el segundo verso, canta: «Shine a light through an open door, love and life I will divide, turn away cause I need you more, feel the heartbeat in my mind. It’s the way I’m feeling I just can’t deny, but I’ve gotta let it go/ Brilla una luz a través de una puerta abierta, amor y vida dividiré, aléjate porque te necesito más, siento el latido del corazón en mi mente. Es la forma en que me estoy sintiendo y no lo puedo negar, pero tengo que dejarlo ir».

## Crítica

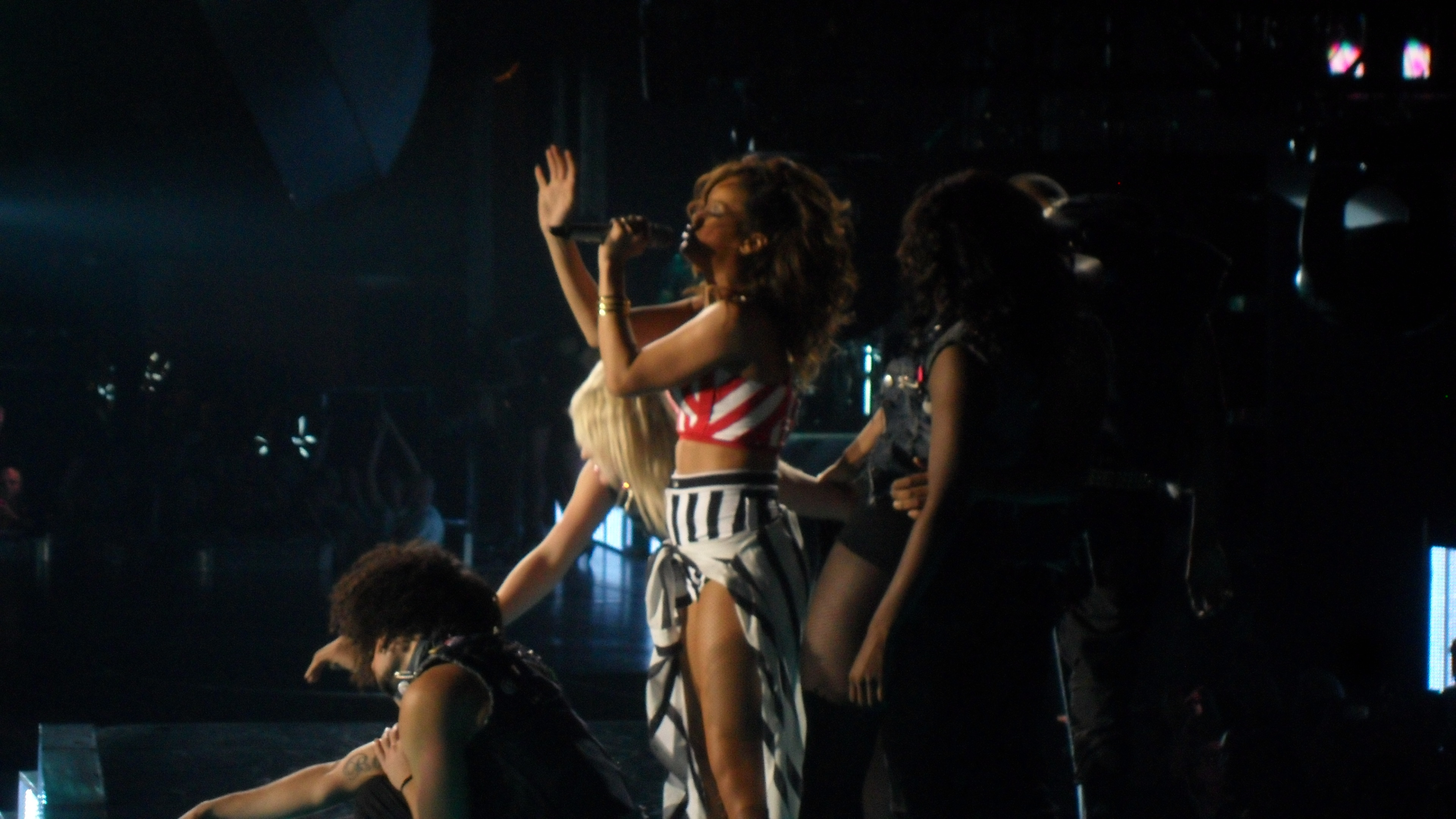
Rihanna interpretando «We Found Love» en su gira internacional Loud Tour.

La canción fue recibida con una respuesta mixta por parte de los fanáticos, que esperaban algo más urbano y también por parte de los críticos de la música que generalmente eran críticos con la polarización simplificada del contenido lírico. Un crítico de la revista Instint elogió la canción, escribiendo que «We Found Love» no marca un alejamiento de las canciones de baile del material que Rihanna debutó en Loud, pero sin duda cuenta con una mayor energía. Del mismo modo, Michael Cragg de The Guardian comentó que la canción toma la dirección dance en alusión a «Only Girl (In the World)» y continúa con el lanzamiento de canciones similares, haciendo referencia a «We Found Love». Cragg también comparó la canción con el reciente sencillo de Leona Lewis, «Collide», pero criticó la estructura de la canción, diciendo que la lírica es un poco extraña. Él terminó su revisión, explicando que de cualquier manera, podría haber recitado la conferencia de Nick Clegg del miércoles sobre el sonido de Harris y sería un éxito. Describieron «We Found Love» como un himno de club en el sentido más amplio, Glen Gamboa de Newsday comparó también dijo que la canción es más una más ágil, la versión corriente de dubstep, el material de Harris es conocido por la producción de Kylie Minogue.
Elan Priya de NME empezó por un comentario negativo: Por ahora es bastante habitual tener la mandíbula en el suelo al escuchar el primer sencillo de un álbum de Rihanna, «Pon De Replay», «SOS», «Umbrella», «Only Girl (In The World)» y «Russian Roulette». A pesar de felicitar a Rihanna por hacer sonar la pista muy relajada, Elan concluyó diciendo que el efecto del conjunto es decepcionante. Continuó escribiendo que en lugar de reinventar la rueda pop. Rihanna repite: «We Found Love in a hopeless place/ Hemos encontrado el amor en un lugar sin esperanza» aproximadamente 350 veces, con la esperanza que empiece a significar algo, es el peor sencillo de la carrera de Rihanna. Es probable que encabeze la lista Hot 100 de todas formas.
Amanda Dobbins de New York Magazine elogió la composición de la canción, escribiendo las huellas digitales electro de Harris están en todo esto, juega como una pista directamente, con algunas soñadoras voces de Rihanna añadido más. Robbie Daw de Idolator comentó que la letra de la canción, con especial énfasis en la línea «We Found Love in a hopeless place», es posiblemente la mejor letra de la música pop en lo que va de 2011. Scott Shelter PopCrush escribió: «'We Found Love' es bailable, pero se siente mucho más brillante que un club típico». Leah Collins de The Vancouver Sun inicialmente elogió el desempeño vocal de Rihanna en la canción, escribiendo que suaviza su voz, y agrega: «su desempeño es más que nada la repetición de la línea "We Found Love in a hopeless place", parece pasar a un segundo repetitivo de Harris con el sintetizador». Del mismo modo, Amos Barshad de Grantland criticó la interpretación vocal de la cantante, que calificó de una idea de último momento completa antes de concluir: «Las personas que asisten regularmente a la fiesta Electric Zoo». Un crítico de GlobalGrind comentó sobre la letra, lo que sugiere que tal vez hay un mensaje oculto en la canción para su exnovio Chris Brown, en la línea de «We Found Love in a hopeless place».

## Rendimiento comercial
Al principio, la salida del sencillo causó diferentes opiniones en los críticos y fanáticos, los cuales dudaban del éxito de esta canción a nivel mundial, principalmente en Estados Unidos, donde canciones como Sexy and I Know It de LMFAO y Someone like You de Adele, peleaban por el primer lugar. Sin embargo, la canción logró ser un enorme éxito en Estados Unidos y a nivel mundial, rompiendo las expectativas y siendo, hasta la fecha el sencillo más exitoso de Rihanna, debido al gran éxito comercial y radial.

### Australia
«We Found Love»  hizo su debut en la lista de sencillos de Nueva Zelanda el 26 de septiembre de 2011, en el número catorce, y alcanzó el número dos en su segunda, Luego bajó a la posición número tres en su tercera semana, en la cuarta logró recuperar en número dos y en su quinta semana alcanzó el número uno, desplazando a «Somebody That I Used to Now» de Gotye, y al lograr estar en la posición más alta de la lista, la canción se convirtió en el quinto sencillo de Rihanna en lograrlo en ese país. La canción estuvo 9 semanas en el número uno, y cayó al segundo lugar en la décima semana al ser reemplazada por «I'm Sexy And I Know It» y logró ser certificada con tres platinos por parte de la RIANZ. En Australia, «We Found Love» debutó en la lista australiana el 9 de octubre de 2011, en el número tres., en su segunda semana en la lista, «We Found Love» cayó al cuarto lugar, pero alcanzó el puesto número dos en su tercera semana donde permaneció por cinco semanas consecutivas. En el 2013, la canción logró ser certificada con seis discos de platino por las ventas de más de 420.000 copias, siendo hasta la fecha la canción con ventas más altas de Rihanna en dicho país.

### América del Norte
En los Estados Unidos, la canción debutó en el Billboard Hot 100, el 28 de septiembre de 2011, en el número dieciséis. «We Found Love» se convirtió el segundo debut más alto de Rihanna de sus treinta y uno entradas de tabla, con el más alto siendo la colaboración con Eminem, «Love the Way You Lie», que debutó en el número dos el 10 de julio de 2010. A la semana siguiente, «We Found Love» alcanzó el número nueve, dando a Rihanna el récord de artista solista que ha acumulado veinte sencillos entre los diez primeros lugares en el menor tiempo posible, en un lapso de seis años y cuatro meses, superando el récord anteriormente en manos de Madonna, quien logró alcanzar veinte entre los diez primeros en un plazo de seis años y nueve meses. En su tercera semana en la lista, aumentó del número nueve a siete en la lista Hot 100 y se levantó de nuevo al número seis en su cuarta semana. En su quinta semana en el gráfico, la canción alcanzó el número dos, siendo imposible alcanzar la posición uno por «Someone like You» de Adele. En su sexta semana, alcanzó el número uno en el Billboard Hot 100, dando a Rihanna su undécimo número en la tabla. Con «We Found Love» convirtiéndose en el undécimo de la cantante en el Hot 100, Rihanna se ha convertido en la séptimo artista en la historia de 53 años de la tabla en lograr por lo menos once sencillos números uno, detrás de los Beatles (20), Mariah Carey (18), Michael Jackson (13), Madonna (12), The Supremes (12) y empata con Whitney Houston, que también ha alcanzado el colocar once números uno en la lista. Además, Rihanna se mueve en el tercer lugar, empatando con Houston, de las artistas femeninas con más sencillos número uno, detrás de Carey y Madonna. «We Found Love» ha pasó ocho semanas consecutivas en la cima de la lista Billboard Hot 100, y tras haber caído por dos semanas al número dos, finalmente logra recuperar la primera posición, estando así un total de 10 semanas en el número uno siendo la canción con más tiempo en dicha posición por una artista femenina en lo que va de la década, y es la segunda en total solo detrás de Blurred Lines. Hasta la fecha la canción ha vendido 5.400.000 copias en los Estados Unidos Dando a Rihanna el segundo sencillo más exitoso en dicho país solo detrás de Love The Way You Lie
«We Found Love» debutó en el número siete en el Hot Digital Songs, con las ventas de descargas digitales de 117.000 después de sólo cuatro días de acuerdo a Nielsen SoundScan. En su quinta semana, la canción alcanzó el número uno, con unas ventas de 231.000 copias, este es su undécimo número uno en la tabla Digital Songs, ampliando su registro. La canción pasó una segunda semana en el número uno en la lista, con unas ventas de 243.000 copias, con lo que las ventas totales de 1.057.000 de copias vendidas, marcando el vigésimo sencillo de Rihanna en alcanzar la marca de un millón de copias vendidas, extendiendo su récord siendo la mayor entre las mujeres. La canción logró liderar la lista de Radio Songs por un total de 12 semanas, siendo así la canción que más tiempo ha durado en dicha posición en lo que va de la década. El 12 de octubre de 2011, la canción debutó en el número treinta y nueve en la lista Hot Dance Club Songs y también debutó en el número veintiuno en la tabla Pop Songs. Alcanzó el número uno en el Hot Club Dance Songs y el número siete en Pop Songs. El 16 de noviembre de 2011, «We Found Love» debutó en el número cuarenta y uno en Latin Pop Songs.
La canción debutó en el Canadian Hot 100 chart en el número diez y alcanzó el número uno en su sexta semana, donde permaneció cuatro semanas, hasta que fue sustituida por «Sexy And I Know It», y para la siguiente semana logró recuperar la primera posición y permaneció allí otras dos semanas, de esta manera logró pasar 6 semanas no consecutivas en el número uno.
En México, la canción fue la más escuchada del 2012, y Where Have You Been, su segundo sencillo del disco Talk That Talk fue la tercera más escuchada de ese mismo año.

### Europa
En Europa, la canción debutó en la lista de sencillos de Dinamarca en el número doce el 30 de septiembre de 2011, en su segunda semana logró alcanzar el número uno y permanecer allí durante seis semanas no consecutivas, y en marzo de 2013 la canción fue certificada dos veces platino por la IFPI. «We Found Love» también debutó tanto en las listas Flandes y Valonia de Bélgica el 1 de octubre de 2011, en los números catorce y veintitrés, respectivamente, y en su segunda semana en ambas cartas, la canción alcanzó el número tres en la región de Flandes y el número dos en la región de Valonia y en el año siguiente año la canción fue certificada platino.
«We Found Love» también debutó en los diez primeros en Noruega y Países Bajos, en los números tres y ocho, respectivamente. En su segunda semana en el gráfico, la canción alcanzó el número uno en Noruega y permaneció allí por nueve semanas consecutivas. En Francia, debutó en la lista el 29 de septiembre de 2011, en la ubicación número 15 y alcanzó el número uno a la siguiente semana, permaneciendo allí cinco semanas consecutivas. Debutó en el número cuarenta y seis en España y saltó al número dos semanas luego. En Suiza la canción debutó en el número tres y dos semanas después logró estar en el número uno, luego de estar dos semanas en la primera posición bajo a la segunda y se mantuvo allí 3 semanas, para volver de nuevo al número uno, logrando así permanecer tres semanas en esa posición. Y en el 2012 la canción fue certificada doble platino en ese país.
En el Reino Unido, debutó como número uno con 87.000 ejemplares vendidos en UK Singles Chart, Uk Dance Chart y UK Digital Chart el 9 de octubre de 2011, a pesar de sólo haber sido puestos en libertad durante cuatro días. Con «We Found Love» debutando en la cima de la lista, la cantante ha establecido un récord al convertirse en la primera artista solista femenina en estar arriba de la tabla seis veces en cinco años consecutivos, de acuerdo con Digital Spy. «We Found Love» se mantuvo en la cima de la tabla por segunda semana consecutiva con ventas de 106.553 copias. En su tercera semana en la lista de sencillos, la canción mantuvo su posición número uno, vendiendo 92.000 copias. En su cuarta semana en el gráfico, la canción vendió 85.453 copias y se deslizó a la tercera posición. Con la venta de 85.453 copias en el número tres, es la venta más alta en el número tres. A pesar de caer al número tres, la canción alcanzó su posición número uno durante una semana por cuarta vez en la lista UK Dance. A la semana siguiente, subió al dos antes de pasar la cuarta semana no consecutiva en el número uno la semana siguiente. La canción logró la quinta semana no consecutivos en el número uno, el 20 de noviembre de 2011, lo que significa que Rihanna ha superado a Adele como la artista en estar más tiempo en el número uno en el 2011, con un total de seis semanas. En el Reino Unido, la canción ha vendido 732.896 copias en nueve semanas. y para mediados de julio del 2013 la canción ya había superado las 1.300.000 copias vendidas, con lo cual la BPI le otorgó dos discos de platino, de igual manera es la novena canción más vendida de la década en ese país.
En Alemania entró en listas en el número uno el 28 de octubre de 2011. Fue el cuarto número uno de Rihanna en Alemania donde permaneció por tres semanas. «We Found Love» ha pasado siete semanas consecutivas en el número uno en Irlanda.En Suecia la canción debutó en el número 37, en su segunda semana alcanzó el número 8, y finalmente en la tercera logró llegar al número uno donde permancio cinco semanas consecutivas.

## Video musical

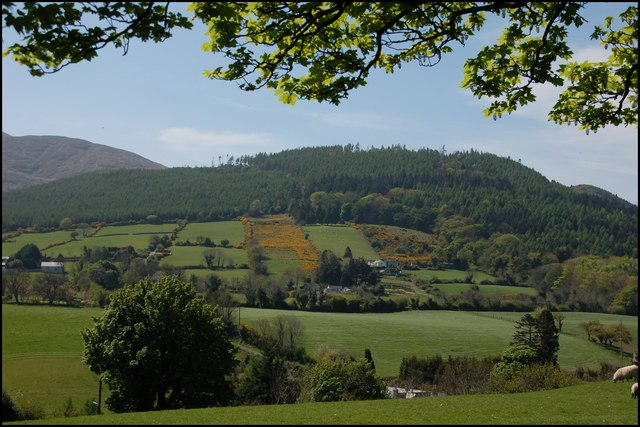
Uno de los lugares del rodaje fue el campo de un granjero en Country Down, Irlanda del Norte, donde la filmación del video se detuvo cuando el dueño del campo, Alan Graham, expresó su desagrado con una escena del video en la que Rihanna dejaba al descubierto sus senos.

### Desarrollo
El video musical de «We Found Love» fue filmado el 26, 27 y 28 de septiembre de 2011, en Country Down, Irlanda del Norte. El video fue filmado en un campo en la ciudad de Bangor, County Down, durante su gira europea Loud Tour y fue dirigido por Melina Matsoukas, que había dirigido previamente los videos de «Rude Boy» (2010), y el controversial «S&M» (2011). Durante el rodaje, un número de residentes comenzaron a conducir alrededor de la ubicación del rodaje, llamando a la BBC para informarle que el tráfico en la zona estaba congestionado, debido a que los conductores estaban tratando de ver a la cantante. Fotos de Rihanna se filtraron en la Internet ese mismo día. El dueño del campo, Alan Graham, expresó su desagrado con respecto a la escena en que Rihanna deja al descubierto sus senos en su campo, y pidió a la producción que dejara de filmar, diciendo: «Cuando la filmación se hizo en mi mente inaceptable pedí que detuvieran el rodaje. Se me hizo evidente que la situación se estaba volviendo inadecuada, exigí que se detuvieran y lo hicieron». Como el agricultor solicitó que el rodaje del video se detuviera, la ubicación de rodaje fue trasladada a un lugar cerrado en el barrio Titanic de Belfast, el 28 de septiembre de 2011, donde se continuó con el rodaje del video, sin fotógrafos o aficionados que se les permita ver a nada. El video tuvo críticas positivas, pues se le elogió su calidad de imagen, edición y trasfondo, siendo ganador del Grammy en la categoría de "Mejor Video Musical en formato corto" en 2013 y ganando "Video Del Año" en los MTV Video Music Awards en 2012.
Se informó que a los extras no se les informó acerca de lo que se esperaba de ellos hasta un período de tiempo muy corto de antemano, con el fin de mantener el contenido del video al mayor secreto posible. En lo que respecta al contenido del video, Rihanna publicó un mensaje en su cuenta de Twitter escribiendo: «Realmente no puedo dejar de pensar en este video que acabo de filmar! fácilmente es el mejor video que he hecho hasta ahora!». Rihanna explicó con más detalle el concepto del video, diciendo: Nunca había hecho un video como este. Este es probablemente uno de los más profundos videos que he hecho, su todo sobre el amor que es como una droga. El interés de hombres en el amor es el modelo y exboxeador Dudley O'Shaughnessy. Después del lanzamiento del video, Matsoukas explicó el contenido del vídeo en una entrevista con MTV:

«Nos encanta, obviamente, hacer imágenes provocativas, pero siempre tratamos de impulsar definitivamente los límites. Creo que es porque, al final, en realidad no es en absoluto la violencia doméstica. Es realmente acerca de que es tóxico, y que están en este viaje de drogas, que sin duda juega un papel, pero creo que también se trata de ser triunfante sobre las debilidades y ella lo es por que lo deja. No es tratando de glorificar a ese tipo de relación. Las partes malas de él, eso es lo que no queremos. Al final, su salida, que representa que lo consigue sacar fuera de su vida. Las drogas, la adicción a los tóxicos y el, eso es lo que lleva a su caída y trae un montón de daños».
También en una entrevista, la directora pasó a explicar el contenido con respecto a la violencia en el hogar de Rihanna, diciendo que no es una recreación de la experiencia pasada de la cantante, sino que Rihanna está actuando en el video, diciendo:

«La canción es totalmente un delirio y esa es la sensación, sólo la música corriendo en ti, y entonces empecé a pensar acerca de las drogas, la adicción, el amor y la forma en que es una adicción, todos hemos vivido los altibajos de estar en una relación tóxica. En realidad se trata de los obstáculos que representa dejarlo ir, pero al mismo tiempo lo bueno que te hace sentir, así que es difícil dejarlo ir. Una vez más, se remonta a una historia que todos nos podemos identificar. No es la historia de Rihanna, es su historia en el video, que lo realiza. Obviamente, hay un montón de comparaciones con su vida real, y eso no es en absoluto la intención. Es sólo que creo que la gente naturalmente debe ir allí porque el arte imita la vida, y es una historia con la que todos se relacionan y que hemos experimentado todos. Al igual, se basa en mi vida, se basa en su vida, se basa en tu vida, como todo el mundo».

El video oficial contó para agosto de 2015 con más de 500 millones de visitas en YouTube.

### Sinopsis
El video comienza con un monólogo sobre el amor y la angustia por un narrador invisible, la modelo Agyness Deyn: «It's like you're screaming but no one can hear. You almost feel ashamed that someone could be that important, that without them, you feel like nothing. No one will ever understand how much it hurts. You feel hopeless, like nothing can save you. And when it's over and it's gone, you almost wish that you could have all that bad stuff back so you can have the good./ Es como si estuvieras gritando, pero nadie pudiera oírte. Casi te sientes avergonzada de que alguien pueda ser tan importante, que sin él, te sientes como si no fueras nada. Nadie jamás va a entender lo mucho que duele. Te sientes sin esperanza, como si nada pudiera salvarte. Y cuando todo ha terminado y él se ha ido, deseas poder tener todas esas cosas malas de nuevo para al menos tener algo bueno.» Varias escenas de Rihanna y su amante se intercalan a lo largo de la narración, que representa situaciones diferentes entre sí. Las escenas entrecortadas muestran a la pareja en escenarios de amor y odio. Antes de que el audio de la canción comience, los rayos se proyectan en una pared en la que Rihanna está de pie. El primer verso comienza, Rihanna y su amante, una vez más demostrado en multitud de escenarios diferentes, que representan la forma más completa de enamorados entre sí, mientras que la participación en actividades divertidas, como ir a los juegos en un parque de atracciones y comer en restaurantes de comida rápida. En el coro, las imágenes de las drogas, varias pastillas y dilatación de las pupilas se muestran, mientras que las escenas breves de Rihanna y su novio preparándose para tener relaciones sexuales y sus varios grados de desnudez se muestran.
El coro continúa y el video abruptamente da cortes de Rihanna y otras personas bailando con la música. Calvin Harris funciona como el DJ en la escena. Cuando el segundo coro comienza, Rihanna y su novio se ven felices corriendo frenéticamente en un supermercado, empujándose unos a otros en un carrito de compra. Esta escena es interrumpida cuando Rihanna y su novio, empiezan a discutir airadamente mientras están en un coche, el video luego progresivamente muestra a la pareja experimentando crecientes dificultades en su relación. La pareja empieza a abusar físicamente entre sí, posiblemente debido al abuso de drogas. Es durante el coro final en donde Rihanna se ve vomitando, también es vista desmayada en la calle mientras su novio trata de revivirla. Después de aparentemente tener lo suficiente, Rihanna decide dejar a su novio después de encontrarlo inconsciente en el piso de su apartamento. El video termina con Rihanna acurrucada en el rincón de una habitación, llorando.

## Presentaciones en vivo y versiones
«We Found Love» se llevó a cabo por primera vez el 14 de noviembre de 2011 en uno de los conciertos de Rihanna en su gira Loud Tour en Londres. Ella interpretó la canción justo después de su exitoso sencillo «Umbrella». El 17 de noviembre de 2011 Rihanna cantó la canción en la primera temporada de The X Factor USA. Durante la presentación Rihanna vistiendo jeans rotos y una chaqueta de aviador con luces de neón. El 12 de febrero de 2023, Rihanna la interpretó en vivo como parte del espectáculo de medio tiempo del Super Bowl LVII.
La banda británica de rock alternativo Coldplay hizo un cover de la canción el 27 de octubre de 2011, durante una actuación en el Live Lounge BBC Radio 1. Jocelyn Vena de MTV News llamado el rendimiento como algo impecable. Jason Lipshutz de la revista Billboard también señaló que la banda utiliza un piano, un bombo y una guitarra para transmitir la declaración romántica de la canción, al tiempo que haciendo una balada con reminiscencia de Bruno Mars y Katy Perry. Matthew Perpetua de la revista Rolling Stone escribió: «Puede sorprender que su versión es realmente muy buena, mientras que la versión de Rihanna es un himno de golpes rave, Chris Martin y compañía lo transformaron en una balada de piano encantadora casi indistinguible de muchas de sus propias canciones». Un escritor de The Hollywood Reporter, dijo: «La voz de Martin se mezcla con el piano para una toma un poco más suave en la trágica historia de amor». El reparto de Glee versionó la canción en el episodio de la tercera temporada ¨Yes/No¨. La concursante Diana Hetea de The X Factor Rumania llevó a cabo «We Found Love» en la gala de la Elección Pública el 10 de diciembre de 2011. A pesar del mal de la laringitis, el rendimiento de Hetea fue elogiada por tres jueces que lo llamaron el complemento perfecto para ella, tanto visual como verbalmente.

## Listado de canciones
| Descarga digital |                                    |          |  |
| N.º              | Título                             | Duración |  |
| 1.               | «We Found Love» (Álbum Versión)    | 3:35     |  |
| 2.               | «We Found Love» (Extended Version) | 5:45     |  |

| Descarga digital (Remixes) |                                             |          |  |
| N.º                        | Título                                      | Duración |  |
| 1.                         | «We Found Love» (Chuckie Extended Remix)    | 5:57     |  |
| 2.                         | «We Found Love» (Chuckie Dub)               | 5:56     |  |
| 3.                         | «We Found Love» (Cahill Edit)               | 3:36     |  |
| 4.                         | «We Found Love» (Cahill Club)               | 6:29     |  |
| 5.                         | «We Found Love» (Cahill Dub)                | 5:58     |  |
| 6.                         | «We Found Love» (R3hab's Remix Edit)        | 3:40     |  |
| 7.                         | «We Found Love» (R3hab's XS Extended Remix) | 5:26     |  |
| 8.                         | «We Found Love» (R3hab's XS Dub)            | 5:26     |  |

## Posicionamiento en listas

### Semanales
| País            | Lista                             | Mejor posición |
| --------------- | --------------------------------- | -------------- |
| Alemania        | Media Control Charts              | 1              |
| Australia       | Australia Singles Chart           | 1              |
| Austria         | Ö3 Austria Top 40                 | 2              |
| Bélgica         | Ultratop 40 (Flandes)             | 2              |
| Bélgica         | Ultratop 40 (Valonia)             | 1              |
| Brasil          | Brasil Hot 100                    | 1              |
| Canadá          | Canadian Hot 100                  | 1              |
| Dinamarca       | Tracklisten                       | 1              |
| Escocia         | The Official Charts Company       | 1              |
| Eslovaquia      | Slovak Singles Chart              | 1              |
| España          | PROMUSICAE                        | 1              |
| España          | Los 40 Principales                | 1              |
| Estados Unidos  | Billboard Hot 100                 | 1              |
| Estados Unidos  | Billboard Pop Songs               | 1              |
| Estados Unidos  | Billboard Hot Dance Club Songs    | 1              |
| Estados Unidos  | Billboard Latin Songs             | 3              |
| Finlandia       | Suomen virallinen lista           | 1              |
| Francia         | French Singles Chart              | 1              |
| Hungría         | Magyar Hanglemezkiadók Szövetsége | 1              |
| Irlanda         | Irish Singles Chart               | 1              |
| Israel          | Media Forest                      | 1              |
| Italia          | Italy Singles Chart               | 3              |
| Japón           | Japan Hot 100                     | 4              |
| Perú            | Ranking Radio Planeta             | 1              |
| México          | Billboard Mexican Airplay         | 1              |
| Noruega         | VG-lista                          | 1              |
| Nueva Zelanda   | New Zealand Singles Chart         | 1              |
| Países Bajos    | Dutch Top 40                      | 3              |
| Polonia         | ZPAV                              | 1              |
| Reino Unido     | UK Singles Chart                  | 1              |
| Reino Unido     | UK Dance Chart                    | 1              |
| República Checa | IFPI                              | 1              |
| Suecia          | Sverigetopplistan                 | 1              |
| Suiza           | Swiss Music Charts                | 1              |
| Venezuela       | Pop/Rock Songs                    | 1              |

### Certificaciones
| País/Región    | Organismo Certificador | Certificación | Unidades certificadas / Ventas | Ref.          |
| -------------- | ---------------------- | ------------- | ------------------------------ | ------------- |
| Alemania       | BVMI                   | Oro           | 150 000                        | [ 114 ]       |
| Australia      | ARIA                   | 8× Platino    | 560 000                        | [ 115 ]       |
| Bélgica        | Ultratop               | Platino       | 30 000                         | [ 116 ]       |
| Dinamarca      | IFPI                   | 2× Platino    | 60 000                         | [ 117 ]       |
| España         | Promusicae             | Platino       | 40 000                         | [ 118 ]       |
| Estados Unidos | RIAA                   | Diamante      | 10 400 000                     | [ 6 ] [ 119 ] |
| Italia         | FIMI                   | 3× Platino    | 90 000                         | [ 120 ]       |
| Japón          | RIAJ                   | Platino       | 250 000                        | [ 121 ]       |
| Nueva Zelanda  | RIANZ                  | 3× Platino    | 45 000                         | [ 122 ]       |
| Reino Unido    | BPI                    | 2× Platino    | 1 400 000                      | [ 123 ]       |
| Suecia         | GLF                    | 6× Platino    | 240 000                        | [ 124 ]       |
| Suiza          | IFPI                   | 2× Platino    | 60 000                         | [ 125 ]       |

## Historial de lanzamientos
| País           | Fecha                 | Formato    | Ref.    |
| -------------- | --------------------- | ---------- | ------- |
| Estados Unidos | 11 de octubre de 2011 | Mainstream | [ 126 ] |
| México         | 12 de octubre de 2011 | Mainstream | [ 127 ] |